# Campeonato Paraibano de Futebol de 2019 - Primeira Divisão
O Campeonato Paraibano de Futebol de 2019 foi a 109ª edição da principal divisão do futebol na Paraíba. A disputa foi organizada pela Federação Paraibana de Futebol (FPF).

## Regulamento
Parecida com a fórmula de disputa da temporada anterior, o certame foi composto por dois grupos de cinco participantes, com os quatro cabeças de chave (dois em cada grupo) estabelecidos já estabelecidos: Botafogo-PB, Campinense, Sousa e Treze.
Os demais clubes foram escolhidos por meio de sorteio a ser realizado em um evento de lançamento.
Os dois melhores de cada grupo foram classificados para as semifinais do torneio.
Na primeira fase, as equipes do Grupo A jogaram contra as equipes do Grupo B em jogos de ida e volta. O primeiro da chave A enfrentou o segundo da B nas semi, enquanto o primeiro da B pega o segundo da A. Quem avançar nos confrontos garante vaga na grande final, que também será disputada em duas partidas. Não haverá gol qualificado como critério de desempate. Diferentemente do estadual deste ano, apesar da divisão em grupos, não haverá quadrangular do rebaixamento. Os dois últimos colocados de cada chave já confirmam o descenso.
O campeão vai garantir a vaga direta para a fase de grupos da Copa do Nordeste do ano seguinte. E, além disso, o primeiro e o segundo colocados do estadual também vão se classificar para a Copa do Brasil de 2020.
As duas vagas na Série D do Campeonato Brasileiro de 2020 vão para os melhores ranqueados na competição estadual, com exceção dos que já disputam o Brasileirão em divisões superiores, como, por exemplo, Botafogo-PB e Treze, que vão disputar a Série C em 2019. Por sinal, além da dupla alvinegra, Campinense e Serrano-PB são os representantes paraibanos na quarta divisão de 2019.

## Participantes
| Equipe            | Cidade         | Estádio           | Capacidade | Títulos (Último) |
| ----------------- | -------------- | ----------------- | ---------- | ---------------- |
| Atlético          | Cajazeiras     | Perpetão          | 7 000      | 1 (2002)         |
| Botafogo          | João Pessoa    | Almeidão          | 25 770     | 30 (2019)        |
| Campinense        | Campina Grande | Amigão            | 23 000     | 20 (2016)        |
| CSP               | João Pessoa    | Almeidão          | 25 770     | 0 (não possui)   |
| Esporte de Patos  | Patos          | José Cavalcanti   | 4 500      | 0 (não possui)   |
| Perilima          | Campina Grande | Amigão            | 23 000     | 0 (não possui)   |
| Nacional de Patos | Patos          | José Cavalcanti   | 4 500      | 1 (2007)         |
| Serrano           | Campina Grande | Amigão            | 23 000     | 0 (não possui)   |
| Sousa             | Sousa          | Marizão           | 9 500      | 2 (2009)         |
| Treze             | Campina Grande | Presidente Vargas | 6 500      | 15 (2011)        |

## Técnicos
| Equipe                 | Técnico                                                                          |
| ---------------------- | -------------------------------------------------------------------------------- |
| Atlético de Cajazeiras | Ederson Araújo (1ª—)                                                             |
| Botafogo               | Evaristo Piza (1ª—)                                                              |
| Campinense             | Francisco Diá (1ª—)                                                              |
| CSP                    | Josivaldo Alves (1ª—)                                                            |
| Esporte de Patos       | Washington Lobo (1ª—5ª) Marcos Nascimento (6ª—)                                  |
| Nacional de Patos      | Índio Ferreira (1ª—4ª) Maurílio Silva (5ª—7ª) Delany (8ª—)                       |
| Perilima               | Ricardo Campos (1ª—)                                                             |
| Serrano                | Luciano Silva (1ª—4ª) Evandro Júlio (5ª—7ª) Arthur Cabral (8ª) Jairo Santos (9ª) |
| Sousa                  | Jazon Vieira (1ª—2ª) Roberto Carlos (3ª—)                                        |
| Treze                  | Maurílio Silva (1ª—4ª) Marcinho Guerreiro (5ª—7ª) Kléber Romero (8ª—)            |

### Mudança de Técnicos
| Clube             | Antecessor         | Motivo    | Data            | Última partida                               | Rod | Pos        | Sucessor                                              | Ref.   |
| ----------------- | ------------------ | --------- | --------------- | -------------------------------------------- | --- | ---------- | ----------------------------------------------------- | ------ |
| Sousa             | Jazon Vieira       | Resignado | 20 de janeiro   | Perilima 0–0 Sousa                           | 2ª  | 5º - Gr. A | Roberto Carlos                                        | [ 3 ]  |
| Serrano-PB        | Luciano Silva      | Demitido  | 4 de fevereiro  | Esporte de Patos 2–0 Serrano-PB              | 4ª  | 5º - Gr. A | Evandro Júlio (interino) Celso Teixeira Arthur Cabral | [ 6 ]  |
| Treze             | Maurílio Silva     | Demitido  | 4 de fevereiro  | Treze 0–1 Perilima                           | 4ª  | 2º - Gr. A | Marcinho Guerreiro                                    | [ 7 ]  |
| Nacional de Patos | Índio Ferreira     | Demitido  | 4 de fevereiro  | Atlético de Cajazeiras 2–1 Nacional de Patos | 4ª  | 4º - Gr. A | Maurílio Silva                                        | [ 9 ]  |
| Esporte de Patos  | Washington Lobo    | Resignado | 11 de fevereiro | Nacional de Patos 2–1 Esporte de Patos       | 5ª  | 4º - Gr. B | Marcos Nascimento                                     | [ 11 ] |
| Nacional de Patos | Maurílio Silva     | Resignado | 25 de fevereiro | Nacional de Patos 1–3 Campinense             | 7ª  | 3º - Gr. A | Delany (interino)                                     |        |
| Treze             | Marcinho Guerreiro | Resignado | 25 de fevereiro | Treze 0–2 Atlético de Cajazeiras             | 7ª  | 4º - Gr. A | Kléber Romero (interino)                              |        |

## Primeira fase
| Classificação | Classificação     | Classificação | Classificação | Classificação | Classificação | Classificação | Classificação | Classificação | Classificação | Classificação | Classificação |
| Pos           | Times             | Pts           | J             | V             | E             | D             | GP            | GC            | SG            | %             |               |
| ------------- | ----------------- | ------------- | ------------- | ------------- | ------------- | ------------- | ------------- | ------------- | ------------- | ------------- | ------------- |
| 1             | Botafogo-PB       | 24            | 10            | 8             | 0             | 2             | 17            | 5             | +12           | 80.0          |               |
| 2             | Nacional de Patos | 15            | 10            | 5             | 0             | 5             | 16            | 18            | -2            | 50.0          |               |
| 3             | Sousa             | 14            | 10            | 3             | 5             | 2             | 11            | 8             | +3            | 46.7          |               |
| 4             | Treze             | 11            | 10            | 3             | 2             | 5             | 8             | 8             | 0             | 36.7          |               |
| 5             | Serrano-PB        | 7             | 10            | 1             | 4             | 5             | 9             | 23            | -14           | 23.3          |               |

|  |                                          |
|  | Zona de classificação para as semifinais |
|  | Rebaixado à Segunda Divisão de 2020      |

| Classificação | Classificação         | Classificação | Classificação | Classificação | Classificação | Classificação | Classificação | Classificação | Classificação | Classificação | Classificação |
| Pos           | Times                 | Pts           | J             | V             | E             | D             | GP            | GC            | SG            | %             |               |
| ------------- | --------------------- | ------------- | ------------- | ------------- | ------------- | ------------- | ------------- | ------------- | ------------- | ------------- | ------------- |
| 1             | Atlético Cajazeirense | 22            | 10            | 7             | 1             | 2             | 17            | 6             | +11           | 73.3          |               |
| 2             | Campinense            | 17            | 10            | 5             | 2             | 3             | 15            | 7             | +8            | 56.7          |               |
| 3             | Perilima              | 11            | 10            | 2             | 5             | 3             | 11            | 15            | -4            | 36.7          |               |
| 4             | Esporte-PB            | 10            | 10            | 3             | 1             | 6             | 9             | 17            | -8            | 33.3          |               |
| 5             | CSP                   | 8             | 10            | 2             | 2             | 6             | 10            | 16            | -6            | 26.7          |               |

|  |                                          |
|  | Zona de classificação para as semifinais |
|  | Rebaixado à Segunda Divisão de 2020      |

## Fase final
|  | Semifinal             | Semifinal   | Semifinal | Semifinal |   |            | Final | Final | Final | Final |
|  |                       |             |           |           |   |            |       |       |       |       |
|  | Campinense            | 1           | 1         | 2 (5)     |   |            |       |       |       |       |
|  | Atlético Cajazeirense | 1           | 1         | 2 (3)     |   |            |       |       |       |       |
|  | Atlético Cajazeirense | 1           | 1         | 2 (3)     |   | Campinense | 1     | 0     | 1     |       |
|  |                       |             |           |           |   | Campinense | 1     | 0     | 1     |       |
|  |                       | Botafogo-PB | 2         | 2         | 4 |            |       |       |       |       |
|  | Nacional de Patos     | Botafogo-PB | 2         | 2         | 4 | 1          | 0     | 1     |       |       |
|  | Nacional de Patos     |             |           |           |   | 1          | 0     | 1     |       |       |
|  | Botafogo-PB           | 2           | 1         | 3         |   |            |       |       |       |       |

- As Equipes em Itálico detêm os mandos de campos nas partidas de ida.
- As Equipes em Negrito estão qualificadas para as finais.

## Premiação
| Campeonato Paraibano de 2019              |
| João Pessoa                               |
| ----------------------------------------- |
| Botafogo-PB (30º título - 3º consecutivo) |

## Classificação final
¹O Esporte de Patos foi punido em decorrência da escalação irregular do jogador Caaporã, no jogo contra o Nacional. Por este motivo, o CSP escapa do rebaixamento e o clube de Patos é rebaixado para a segunda divisão estadual.

## Estatísticas

### Artilharia
| Gols | Jogador                                                        | Time                  |
| ---- | -------------------------------------------------------------- | --------------------- |
| 7    | Clayton                                                        | Botafogo-PB           |
| 6    | Isaías                                                         | Nacional de Patos     |
| 6    | Bruno                                                          | Atlético Cajazeirense |
| 5    | Lopeu                                                          | Campinense            |
| 4    | Lúcio Curió                                                    | CSP                   |
| 4    | Dico                                                           | Botafogo-PB           |
| 4    | André Beleza                                                   | Sousa                 |
| 3    | Nando                                                          | Botafogo-PB           |
| 3    | Marcinho Yerien Mendes                                         | Atlético Cajazeirense |
| 2    | Chaverinho Alex Mineiro Romeu                                  | Campinense            |
| 2    | Adailton Bravo Vanger                                          | Treze                 |
| 2    | Di                                                             | CSP                   |
| 2    | Júnior Mineiro                                                 | Esporte-PB            |
| 2    | Rodrigo Poty                                                   | Nacional de Patos     |
| 2    | Marcelinho Paraíba Lucas Silva                                 | Perilima              |
| 2    | Erivan Darlan                                                  | Serrano-PB            |
| 2    | Caíque                                                         | Sousa                 |
| 2    | Jackinha                                                       | Atlético Cajazeirense |
| 2    | Paulo Renê Marcos Aurélio                                      | Botafogo-PB           |
| 1    | Felipe Quaresma Otávio Ieures Moisés Carioca Kécio Jó Boy      | Esporte-PB            |
| 1    | Tibério Octávio Renatinho Tiago Silva Manu Cristiano Sergipano | Perilima              |

| Gols | Jogador                                                                     | Time                  |
| ---- | --------------------------------------------------------------------------- | --------------------- |
| 1    | Celinho Márcio Paraíba Erick Foca Biro Biro Curuka Birungueta Jairo Ranieri | Nacional de Patos     |
| 1    | Dedé Warlei João Paulo Denis Alisson Xabala Victor Maranhão Neílson         | Campinense            |
| 1    | Robertinho Ítalo Mayke Lucas Silva Ferreira                                 | Serrano-PB            |
| 1    | Egon Soares                                                                 | Atlético Cajazeirense |
| 1    | Teco Coppetti Torres Diogo Peixoto                                          | Treze                 |
| 1    | Ramon Vagno Naoh Testinha Iranilson                                         | Sousa                 |
| 1    | Rafael Ibiapino Marcos Vinícius Donato Willian Goiano Fábio Alves Rogério   | Botafogo-PB           |
| 1    | Leandro Arthur Diego Henrique Gilmar Pitimbu                                | CSP                   |

| Gols-contra | Gols-contra        | Gols-contra | Gols-contra       |
| Gols        | Jogador            | Time        | A favor de        |
| ----------- | ------------------ | ----------- | ----------------- |
| 1           | Fernando Guilherme | Serrano-PB  | Perilima          |
| 1           | Nino Potiguar      | Esporte-PB  | Nacional de Patos |